# Campionato universitario statunitense NCAA di football americano - Division I FCS
La NCAA Division I Football Championship Subdivision (FCS), precedentemente nota come Division I-AA, è il secondo più alto livello di college football negli Stati Uniti d'America, dopo la Football Bowl Subdivision. Sponsorizzato dalla National Collegiate Athletic Association (NCAA), il livello FCS include 129 squadre in 13 conference alla stagione 2024.

## Albo d'oro
La FCS ha tenuto dei playoff per decretare un campione riconosciuto dalla NCAA sia dalla fondazione nel 1978. Il numero di partecipanti è salito da 4 nel 1978 a 24 dalla stagione 2020. Ciò rende la FCS il più alto livello di college football ad avere un campione nazionale riconosciuto dalla NCAA.
| Stagione | Campione                | Punteggio | Finalista          | Luogo             | Pubblico | Capo-allenatore vincente |
| -------- | ----------------------- | --------- | ------------------ | ----------------- | -------- | ------------------------ |
| 1978     | Florida A&M             | 35–28     | Massachusetts      | Wichita Falls, TX | 13,604   | Rudy Hubbard             |
| 1979     | Eastern Kentucky        | 30–7      | Lehigh             | Orlando, FL       | 5,200    | Roy Kidd                 |
| 1980     | Boise State             | 31–29     | Eastern Kentucky   | Sacramento, CA    | 8,157    | Jim Criner               |
| 1981     | Idaho State             | 34–23     | Eastern Kentucky   | Wichita Falls, TX | 11,002   | Dave Kragthorpe          |
| 1982     | Eastern Kentucky (2)    | 17–14     | Delaware           | Wichita Falls, TX | 11,257   | Roy Kidd (2)             |
| 1983     | Southern Illinois       | 43–7      | Western Carolina   | Charleston, SC    | 15,950   | Rey Dempsey              |
| 1984     | Montana State           | 19–6      | Louisiana Tech     | Charleston, SC    | 9,125    | Dave Arnold              |
| 1985     | Georgia Southern        | 44–42     | Furman             | Tacoma, WA        | 5,306    | Erk Russell              |
| 1986     | Georgia Southern (2)    | 48–21     | Arkansas State     | Tacoma, WA        | 4,419    | Erk Russell (2)          |
| 1987     | Northeast Louisiana     | 43–42     | Marshall           | Pocatello, ID     | 11,513   | Pat Collins              |
| 1988     | Furman                  | 17–12     | Georgia Southern   | Pocatello, ID     | 9,714    | Jimmy Satterfield        |
| 1989     | Georgia Southern (3)    | 37–34     | Stephen F. Austin  | Statesboro, GA    | 25,725   | Erk Russell (3)          |
| 1990     | Georgia Southern (4)    | 36–13     | Nevada             | Statesboro, GA    | 23,204   | Tim Stowers              |
| 1991     | Youngstown State        | 25–17     | Marshall           | Statesboro, GA    | 12,667   | Jim Tressel              |
| 1992     | Marshall                | 31–28     | Youngstown State   | Huntington, WV    | 31,304   | Jim Donnan               |
| 1993     | Youngstown State (2)    | 17–5      | Marshall           | Huntington, WV    | 29,218   | Jim Tressel (2)          |
| 1994     | Youngstown State (3)    | 28–14     | Boise State        | Huntington, WV    | 27,674   | Jim Tressel (3)          |
| 1995     | Montana                 | 22–20     | Marshall           | Huntington, WV    | 32,106   | Don Read                 |
| 1996     | Marshall (2)            | 49–29     | Montana            | Huntington, WV    | 30,052   | Bob Pruett               |
| 1997     | Youngstown State (4)    | 10–9      | McNeese State      | Chattanooga, TN   | 14,771   | Jim Tressel (4)          |
| 1998     | Massachusetts           | 55–43     | Georgia Southern   | Chattanooga, TN   | 17,501   | Mark Whipple             |
| 1999     | Georgia Southern (5)    | 59–24     | Youngstown State   | Chattanooga, TN   | 20,052   | Paul Johnson             |
| 2000     | Georgia Southern (6)    | 27–25     | Montana            | Chattanooga, TN   | 17,156   | Paul Johnson (2)         |
| 2001     | Montana (2)             | 13–6      | Furman             | Chattanooga, TN   | 12,698   | Joe Glenn                |
| 2002     | Western Kentucky        | 34–14     | McNeese State      | Chattanooga, TN   | 12,360   | Jack Harbaugh            |
| 2003     | Delaware                | 40–0      | Colgate            | Chattanooga, TN   | 14,281   | K. C. Keeler             |
| 2004     | James Madison           | 31–21     | Montana            | Chattanooga, TN   | 16,771   | Mickey Matthews          |
| 2005     | Appalachian State       | 21–16     | Northern Iowa      | Chattanooga, TN   | 20,236   | Jerry Moore              |
| 2006     | Appalachian State (2)   | 28–17     | Massachusetts      | Chattanooga, TN   | 22,808   | Jerry Moore (2)          |
| 2007     | Appalachian State (3)   | 49–21     | Delaware           | Chattanooga, TN   | 23,010   | Jerry Moore (3)          |
| 2008     | Richmond                | 24–7      | Montana            | Chattanooga, TN   | 17,823   | Mike London              |
| 2009     | Villanova               | 23–21     | Montana            | Chattanooga, TN   | 14,328   | Andy Talley              |
| 2010     | Eastern Washington      | 20–19     | Delaware           | Frisco, TX        | 13,027   | Beau Baldwin             |
| 2011     | North Dakota State      | 17–6      | Sam Houston State  | Frisco, TX        | 20,586   | Craig Bohl               |
| 2012     | North Dakota State(2)   | 39–13     | Sam Houston State  | Frisco, TX        | 21,411   | Craig Bohl (2)           |
| 2013     | North Dakota State(3)   | 35–7      | Towson             | Frisco, TX        | 19,802   | Craig Bohl (3)           |
| 2014     | North Dakota State(4)   | 29–27     | Illinois State     | Frisco, TX        | 20,918   | Chris Klieman            |
| 2015     | North Dakota State(5)   | 37–10     | Jacksonville State | Frisco, TX        | 21,836   | Chris Klieman(2)         |
| 2016     | James Madison (2)       | 28–14     | Youngstown State   | Frisco, TX        | 14,423   | Mike Houston             |
| 2017     | North Dakota State(6)   | 17–13     | James Madison      | Frisco, TX        | 19,090   | Chris Klieman(3)         |
| 2018     | North Dakota State(7)   | 38–24     | Eastern Washington | Frisco, TX        | 17,802   | Chris Klieman(4)         |
| 2019     | North Dakota State(8)   | 28–20     | James Madison      | Frisco, TX        | 17,866   | Matt Entz                |
| 2020     | Sam Houston             | 23–21     | South Dakota State | Frisco, TX        | 7,840    | K. C. Keeler (2)         |
| 2021     | North Dakota State(9)   | 38–10     | Montana State      | Frisco, TX        | 18,942   | Matt Entz (2)            |
| 2022     | South Dakota State      | 45–21     | North Dakota State | Frisco, TX        | 18,023   | John Stiegelmeier        |
| 2023     | South Dakota State (2)  | 23–3      | Montana            | Frisco, TX        | 19,512   | Jimmy Rogers             |
| 2024     | North Dakota State (10) | 35–32     | Montana State      | Frisco, TX        | 18,005   | Tim Polasek              |

## Conference
Alla stagione 2024, ci sono 13 conference nella Division I FCS:
- Big Sky Conference
- CAA Football
- Ivy League
- Mid-Eastern Athletic Conference
- Missouri Valley Football Conference
- Northeast Conference
- OVC–Big South Football Association
- Patriot League
- Pioneer Football League
- Southern Conference
- Southland Conference
- Southwestern Athletic Conference
- United Athletic Conference